# Jacques Baudouin
Pour les articles homonymes, voir Baudouin.
Ne doit pas être confondu avec Jacques Bodoin.
Jacques Baudouin, né le 11 avril 1950, est un écrivain et éditeur français.

## Biographie
Après des études de Lettres classiques, Jacques Baudouin commence sa carrière d’éditeur en 1972 aux Éditions de Trévise et entre en 1983 chez Jean-Claude Lattès, où il devient l’éditeur de Jean-Christophe Rufin, Jacques Lanzmann, Michel Schifres, Éric Roussel entre autres.
Agent et conseiller littéraire indépendant à partir de 1992, il étudie en parallèle les questions de défense et suit le séminaire de l’amiral Lacoste au Centre scientifique de Défense. Chargé de mission au cabinet du ministre du Travail, de l’Emploi et de la Formation professionnelle Michel Giraud, il en est le « speech writer » (1994) et devient ensuite celui du Premier ministre Alain Juppé (1995). Auditeur de la 49e session (1996-1997) de l’Institut des hautes études de Défense nationale (IHEDN), il se spécialise dans les questions internationales et de défense.
Passionné par l’histoire chinoise, il tire de la vie de Teodorico Pedrini, prêtre-musicien envoyé par le pape auprès de l’empereur Kangxi en 1710, Le Mandarin blanc qui obtient le Prix du Roman historique 1999 et le Prix Jean d’Heurs. Il publie ensuite l’Homme de jade (2001), toujours inspiré par l’histoire des rapports entre l’Europe et la Chine au XVIIIe siècle. Il crée également la revue Mondes chinois au sein de l’Institut européen de géoéconomie (devenu Institut Choiseul) créé par Pascal Lorot et dont il est membre fondateur. 
À compter de 2004, tout en poursuivant son activité de romancier avec A quoi jouent les hommes (2005), il administre un groupe de sociétés spécialisées dans l’aide au développement, la santé publique et la lutte contre le virus HIV. Ces deux sociétés travaillent pour le gouvernement gabonais de Omar Bongo et le gouvernement congolais de Denis Sassou-Nguesso.
En mai 2007, il est nommé conseiller au cabinet du ministre des Affaires étrangères Bernard Kouchner (qu'il employait comme consultant auprès du Gabon et du Congo), puis devient Directeur des publications du ministère où il crée Mondes, les Cahiers du Quai d’Orsay, revue trimestrielle bilingue éditée par Grasset. De cette période très politique de sa vie, il tirera un thriller, Le silence des vivants (2013), suivi d’Un Espion ne dort jamais (2014). Auparavant, il aura consacré trois nouveaux romans à la Chine, avec Petit Mao (2010) et les deux volumes de la saga Shanghai Club (2011).
Directeur général de CNRS Éditions de 2011 à 2015, Jacques Baudouin a publié de nombreux universitaires et chercheurs du CNRS, et créé la collection de poche Biblis. Il est membre du jury du Prix du Roman historique.
Il est chevalier dans l'Ordre national de la Légion d'honneur.

## Œuvres
- Le Mandarin blanc, Paris, Éditions JC Lattès, 1999, 365 p.  (ISBN 2-7096-1885-0)

- prix du Roman historique 1999
- prix Jean d’Heurs 1999 
- L’Homme de jade, Paris, Éditions JC Lattès, 2001, 381 p.  (ISBN 2-7096-2124-X)
- 1818, l'atelier du monde, Monaco-Paris, France, Le Rocher, 2002, 98 p.  (ISBN 2-268-04167-0)
- À quoi jouent les hommes, Paris, Éditions Flammarion, 2005, 255 p.  (ISBN 2-08-068708-5)
- Petit Mao, Paris, Éditions JC Lattès, 2009, 249 p.  (ISBN 978-2-7096-3326-0)
- Shanghai club, vol. 1, Shanghai club, Paris, Éditions Robert Laffont, 2011, 380 p.  (ISBN 978-2-221-11371-4)
- Shanghai club, vol. 2, La Reine du Yangzi, Paris, Éditions Robert Laffont, 2011, 381 p.  (ISBN 978-2-221-11372-1)[5]
- Le Silence des vivants, Paris, Éditions Robert Laffont, 2013, 368 p.  (ISBN 978-2-221-13122-0)
- Un espion ne dort jamais, Paris, Éditions Robert Laffont, 2014, 336 p.  (ISBN 978-2-221-14005-5)
- Naissance d'une démocratie, Hashim Thaçi et la route vers le Kosovo indépendant, 1987-2008, préface de Bernard Kouchner, postface de Daan Everts, Paris, Nouveau Monde éditions, 2018, 312 p.  (ISBN 978-2-36942-689-9)
- Un été à Majorque, Éditions Elytis, 2019, 160 p.  (ISBN 978-2-35639-269-5)